# Guillermina de Wurtemberg
Guillermina de Wurtemberg (Esslingen, 24 de julio de 1834-Viena, 19 de febrero de 1910) fue una noble y religiosa alemana, nieta por vía morganática del duque Guillermo de Wurtemberg.

## Biografía
Fue hija del matrimonio formado por el conde Alejandro de Wurtemberg y la condesa Helena Festetics de Tolna (1812-1866). Por parte paterna su padre era a su vez hijo primogénito del duque Guillermo de Wurtemberg y de su esposa morganática la baronesa Guillermina von Tunderfeldt-Rhodis (1777-1822). Su abuelo paterno era hermano menor del rey Federico I de Wurtemberg. Por parte de su madre, esta era hija del conde Ladislao Festetics de Tolna, importante jurista y cortesano húngaro; y de su esposa la princesa Josefina de Hohenzollern-Hechingen, hija a su vez de Hermann, príncipe reinante de Hohenzollern-Hechingen. Sus padres habían contraído matrimonio en el Palacio de Festetics en Keszthely, propiedad del padre de Helene, el 3 de julio de 1832.
Guillermina tuvo además otros hermanos y hermanas, titulados condes de Wurtemberg:
- Everardo (1833-1910), militar al servicio del Imperio austríaco y del reino de Wurtemberg. Murió célibe aunque con descendencia ilegítima.
- Paulina (1836-1911), se casó en 1857 con el conde Maximiliano Adam von Wuthenau-Hohenthurm, con descendencia.
- Carlos Alejandro (1839-1876).

Su padre murió en 1844, desde entonces su madre pasaría a vivir en Viena junto con sus hermanos. Viena era el lugar donde vivía gran parte de la familia de su madre. El año siguiente (28 de diciembre de 1845 en la iglesia de San Miguel de Viena) su madre contraería un segundo matrimonio con el barón Francisco Chollet du Bourget, noble saboyano de Chambery, por entonces parte del reino de Cerdeña.
A pesar de contar con diferentes propuestas de matrimonio, ingresaría como religiosa de la Sociedad del Sagrado Corazón de Jesús. En esta vocación influyó la agonía y muerte de su pariente Pauline von Metternich el 23 de junio de 1855 en Viena. Pauline era hermana del canciller Klemens von Metternich y viuda del duque Fernando de Wurtemberg. Realizó su noviciado en Lyon, resaltando su vocación en todas las tareas. Allí fue visitada por la entonces princesa heredera de Wurtemberg, Olga Nikolaevna de Rusia.
Profesó el 25 de marzo de 1859. Su ejemplo como religiosa sirvió a su sobrina, Antoinette Chotek, casada con su sobrino Carl, hijo de su hermana Paulina.

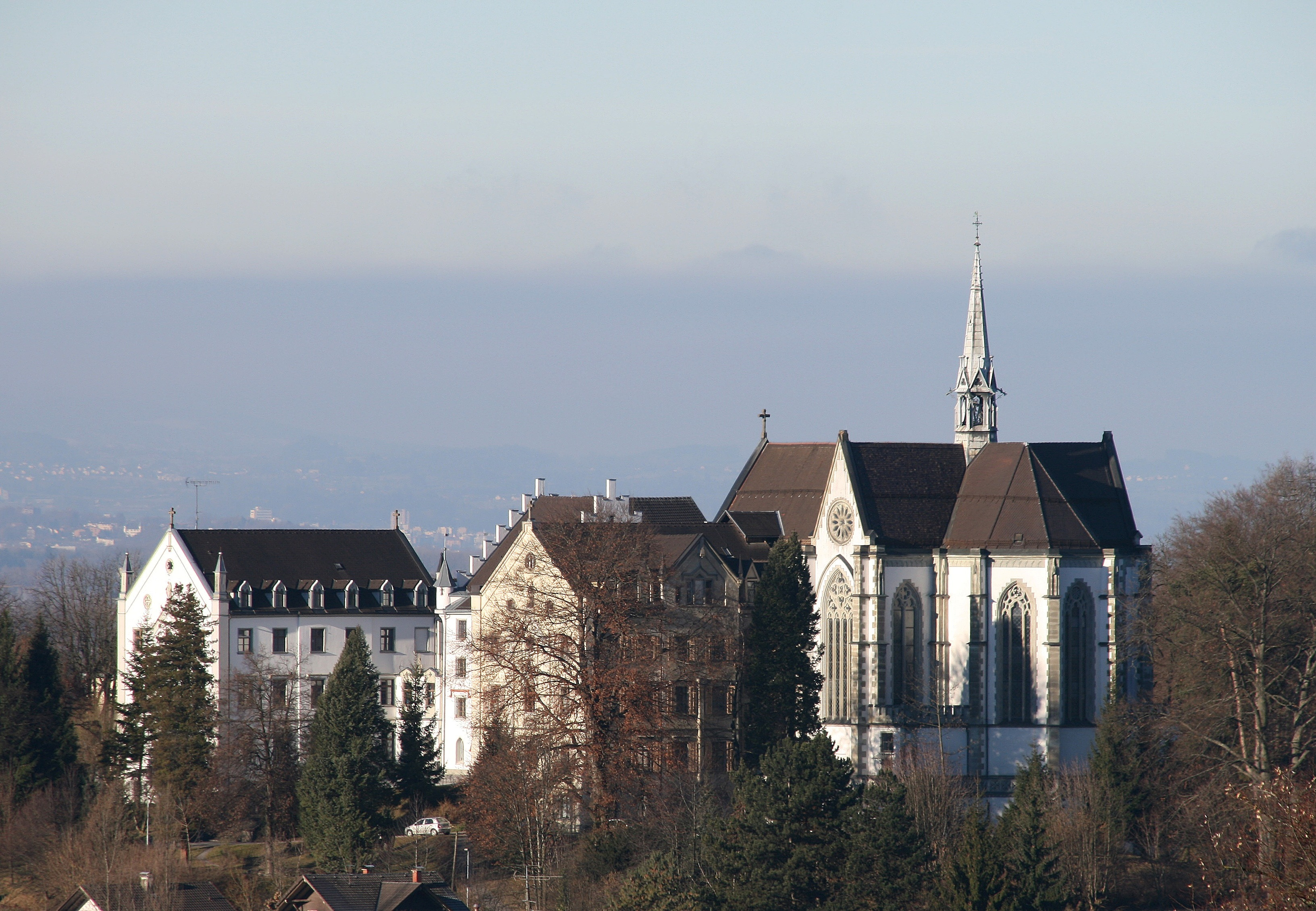
Vista del convento-colegio del Sagrado Corazón de Riedenburg, donde vivió Guillermina.

Vivió en diferentes conventos-colegios de su congregación, encontrándose en los siguientes durante las fechas señaladas:
- Graz, en 1888.
- Riedenburg, Bregenz, en el Vorarlberg; en 1895.[4]
- Viena, en 1898.[9]

Murió en el convento de la congregación en el barrio de Rennweg en Viena el 19 de febrero de 1910. Fue enterrada en el Cementerio Central de Viena, en la sepultura de su congregación.

## Títulos
- Condesa de Württemberg, con el tratamiento de Erlaucht (similar a Su Alteza Ilustrísima)